# Microterys stepanovi
Microterys stepanovi är en stekelart som beskrevs av Trjapitzin 1989. Microterys stepanovi ingår i släktet Microterys och familjen sköldlussteklar. Inga underarter finns listade i Catalogue of Life.